# Hosea Gear
Hosea Gear (* 16. März 1984 in Gisborne, Neuseeland) ist ein neuseeländischer Rugby-Union-Spieler auf der Position des Außendreiviertel und der jüngere Bruder des Außendreiviertels Rico Gear. Er spielt für Wellington im Air New Zealand Cup und für die Hurricanes in der Super 14. Am 1. November 2008 machte Gear gegen Australien, bei einem Spiel um den Bledisloe Cup in Hongkong, sein Länderspiel-Debüt für Neuseeland. Internationale Erfahrung sammelte Gear in der U-21 Nationalmannschaft 2004 bzw. 2005 und bei den ew Zealand Māori in den Jahren 2004, 2006, 2007 und 2008.
Er hält aktuell mit 14 Versuchen in der Saison 2008 den Rekord für die meisten erzielten Versuche im Air New Zealand Cup.
Hosea ist 1,89 m groß und wiegt 102 kg. Er ging auf die Gisborne Boys’ High School und er spielt für den Hutt Old Boys-Marist Rugby Club.